# 터치 다운 (영화)
《터치 다운》(영어: The Longest Yard)은 1974년 개봉한 미국의 교도소 스포츠 코미디 드라마 영화로, 로버트 올드리치가 감독을 맡았다. 1975년 제32회 골든 글로브상 뮤지컬·코미디 부문 작품상 수상작이다.
2001년 영국 리메이크 《그들만의 월드컵》이, 2005년 미국 리메이크 《롱기스트 야드》가 개봉하였다.

## 줄거리
전직 스타 프로 쿼터백 폴 "레킹" 크루는 팜비치에 사는 부유한 여자친구 멜리사를 떠난다. 그녀의 시트로엥 SM을 무단으로 가져가 경찰의 차량 추격을 유발하고, 이어서 두 명의 경찰관을 공격한 후, 크루는 시트러스 주립 교도소에서 18개월형을 선고받는다.
수감자들은 크루가 NFL에서 승부조작으로 해고되었기 때문에 그를 존중하지 않는다. 교도소장, 루돌프 헤이즌은 교도관들로 구성된 세미 프로 팀을 운영하는 축구광이다. 그는 크루가 팀 코치를 도와 우승을 차지하기를 원한다. 교도소장과 코치인 빌헬름 크나우어 대위의 압력에 못 이겨, 꺼려하던 크루는 결국 시범 경기에 출전하기로 동의한다. 크루는 전직 프로 역도 선수인 샘슨과 살인자이자 무술 전문가인 코니 쇼크너를 포함한 수감자 팀을 결성한다.
영리한 관리인, 전직 프로 선수 네이트 스카버로, 그리고 최초로 기꺼이 경기에 참가한 흑인 수감자 "그래니" 그랜빌, 그리고 장기 수감자 팝의 도움을 받아 — 그리고 교도소장의 애정 어린 비서인 미스 투트까지 — 크루는 "민 머신"이라는 별명을 가진 팀을 만들어낸다. 그는 자신이 직접 쿼터백을 맡기로 한다. "그래니"가 교도관들에게 괴롭힘을 당하면서도 굴하지 않는 모습을 본 흑인 수감자들은 자원하여 팀에 합류하기로 결정한다. 교도소 신뢰 죄수 중 한 명인 웅거는 끈질기게 크루에게 관리인을 대신하여 팀의 매니저가 될 수 있는지 묻지만, 크루는 거절한다. 이에 대한 보복으로 웅거는 크루를 죽이기 위해 인화성 액체로 채워진 전구로 만든 자제 폭탄을 크루의 감방에 불을 켜면 터지도록 고안한다. 관리인이 크루의 감방에 들어가 서류를 가져오려다 대신 살해당하고, 웅거는 감방 문을 잠가 구조를 막는다. 헤이즌은 경기 후 탈출 시도에 대한 결과를 크루의 팀원들에게 엄중히 훈계한다. 그 후, 크루는 팀을 다시 활성화시키기 위해 놀라운 것을 제공한다 – 관리인이 죽기 전에 교도관들로부터 훔친 전문 유니폼을 그들에게 선물한다. 그들은 새로운 유니폼을 입고 경기장으로 돌진하여 교도관들과 헤이즌을 화나게 한다.
"민 머신"은 경기를 잘 시작했고, 하프타임에는 경기가 근접했다: 교도관들이 15-13으로 앞서고 있었다. 헤이즌은 크루가 최소 21점 차이로 교도관들에게 경기를 지지 않으면 관리인의 살인 공범으로 크루를 위협한다. 크루는 마지못해 동의하지만, 헤이즌이 다른 수감자들을 다치게 하지 않겠다고 약속해야만 한다. 헤이즌은 "21점을 얻는 순간" 동의하지만, 크나우어에게 팀이 21점 앞서게 되면 "가능한 한 인간적으로 수감자들에게 육체적 고통을 가하라"고 지시하여 그를 배신한다. 교도관들이 이길 것을 확신한 크나우어는 마지못해 따른다. 크루는 고의적인 실수를 하여 "민 머신"을 세 번의 터치다운 이상 뒤처지게 만들고, 35-13이 된 후 자신을 경기에서 빼낸다. 교도관들은 기꺼이 여러 수감자들을 다치게 하고, 크루의 팀원들은 배신감을 느낀다.
우울해진 크루는 팝에게 헤이즌(팝이 어렸을 때 교도관이었다)을 때리고 30년을 감옥에서 보낼 가치가 있었는지 묻는다. 팝은 "그래. 나에게는 그랬어"라고 말한다. 이 말에 크루는 다시 활력을 얻는다. 그는 경기장으로 돌아가지만, 죄수들은 그가 마음을 바꾼 것을 확신시킬 때까지 그와 협력하기를 거부한다. "민 머신"은 35-30으로 뒤쳐진 채 경기에 복귀하고, 그들의 터치다운 중 하나는 네이트가 무릎이 좋지 않음에도 불구하고 득점했으며, 그는 즉시 교도관 보그단스키에게 쓰러져 불구가 된다. 그가 경기장 밖으로 실려나갈 때, 네이트는 크루에게 "헤이즌에게 엿 먹이고" 경기를 이기라고 말한다. 크루는 보그단스키의 성기 부위에 두 번이나 공을 전력으로 던져 보그단스키를 경기에서 제외시킨다. 크루는 시간이 남지 않은 상태에서 결승 터치다운을 기록하고 "민 머신"은 36-35로 승리한다.
수감자들이 축하하는 동안, 크루는 경기장을 가로질러 떠나는 군중을 향해 걸어간다. 헤이즌은 크루가 탈출하려 한다고 생각하여 크나우어에게 반복해서 그를 쏘라고 명령한다. 크나우어는 크루에 대한 새로운 존경심 때문에 망설이는데, 크루는 사실 미식축구공을 가져오는 중이었다. 자신이 거의 할 뻔했던 일에 역겨움을 느낀 크나우어는 헤이즌에게 총을 돌려주며 "경기 공입니다"라고 말한다. 크루는 낙담한 헤이즌에게 공을 들고 돌아가며 "이걸 당신 트로피 케이스에 넣어두세요"라고 말한다. 크루는 "네가 해낼 줄 알았어!"라고 말하는 팝과 함께 경기장 터널로 걸어 들어간다.

## 출연
- 버트 레이놀즈
- 에디 앨버트
- 에드 로터
- 마이클 콘래드
- 제임스 햄프턴
- 해리 시저
- 존 스테드먼
- 찰스 타이너
- 마이크 헨리
- 버너뎃 피터스
- 로버트 테시에이
- 리처드 킬
- 어니트라 포드
- 어니 휠라이트
- 서니 슈로이어

## 기타 제작진
- 협력 제작: 앨런 P. 호러위츠
- 미술: 제임스 다월 밴스